# Ционглинский, Ян Францевич
«Ционглинский странная фигура. Трудно найти человека, у которого действия и слова были бы в таком несоответствии. На словах — гений, озаренный вдохновением, заражающий всех неподдельным огнём своего воодушевления, неистовый, пламенный жрец Аполлона; в творчестве — скорее неудачник, лишь изредка создающий что-либо цельное и приятное. Ещё лучшее, что он сделал — зачастую поражающие свежестью своих красок, своей насыщенностью светом. Ционглинский не сыграл видной роли в русском искусстве, но вся его очень симпатичная и ревностная деятельность (он на редкость превосходный художественный педагог) отводит ему очень почётное, хотя и скромное место среди русских современных художников».
Ян Фра́нцевич Ционгли́нский, Циа́глински (пол. Jan Ciągliński; 8 [20] февраля 1858, Варшава — 24 декабря 1912 [6 января 1913], Санкт-Петербург) — петербургский живописец польского происхождения, один из первых в России последователей импрессионизма, педагог; пейзажист и портретист, также работал как мастер исторической картины и монументальных росписей. Академик (с 1906) и действительный член (с 1911) Императорской Академии художеств, преподаватель Рисовальной школы при Обществе поощрения художеств и Высшего художественного училища, надворный советник (1911). Член обществ «Мир искусства» (в 1899–1903 и с 1910) и «Союза русских художников» (в 1903–1910).

## Биография
Родился 8 (20) февраля 1858 года в Варшаве в семье польских дворян. В 1876 году окончил 3-ю Варшавскую гимназию. В 1876—1878 годах учился в Варшавском университете, сначала — на медицинском факультете, а затем на отделении естественных наук физико-математического факультета. Одновременно он учился в мастерской Войцеха Герсона, потом в Варшавском рисовальном классе. 
С 1879 года поселился и навсегда остался жить в Санкт-Петербурге. В 1879—1885 годах учился в Императорской Академии художеств (сначала вольноприходящим учеником натурного класса, и вскоре — академистом). В 1880 году за рисунок и этюд получил две серебряные медали, в 1881 году — две большие серебряные медали и стипендию в 30 рублей в месяц до окончания академии; в 1884 году ему была присуждена малая золотая медаль. За картину «Овчая купель» в 1885 году получил звание классного художника 1-й степени.
После окончания академии он стал выставлять свои картины на академических выставках; некоторые из них появились за границей: «Самокиш верхом на коне» — на выставке в Берлине, «портрет Лопачинского» — в Чикаго, «Барышня в белом платье» — в Америке.
В 1894 году непродолжительное время занимался в мастерской Ж. Ж. Бенжамена-Констана в Париже. В том же году Ционглинский организовал с группой художников-единомышленников выставки картин «Refusés» («Независимых» или «Отверженных»), которые устраивались в Петербурге в течение пяти лет (1894—1898). 
Ционглинский много путешествовал. В 1897 году побывал в Испании, откуда привёз 50 этюдов, которые были показаны на выставке «Независимых»; в 1898 году был в Марокко. Затем посетил Палестину, Египет, Индию, Грецию, откуда также привёз много этюдов. Часть палестинских этюдов приобрела Третьяковская галерея.
На рубеже 1898—1899 годах он принимал активное участие в организации объединения «Мир искусства», был экспонентом его выставок. С 1903 по 1910 — экспонент выставок «Союза русских художников».
Был талантливым педагогом-новатором. Преподавал в Рисовальной школе при Обществе поощрения художеств (с 1886 года), в натурном классе Высшего художественного училища при Академии художеств (с 1902 года) и руководил частной школой-студией на Литейном проспекте (д. № 59).
В 1906 году получил звание академика, а в марте 1911 года был избран действительным членом Академии художеств на место скончавшегося А. А. Киселёва. 
Скончался в петербургской Биржевой больнице (Большой проспект В. О., 77) 24 декабря 1912 года (6 января 1913 года) от заражения крови на фоне ранее незамеченного аппендицита. Был похоронен по католическому обряду, после отпевания в Екатерининской базилике, на Смоленском лютеранском кладбище; могила не сохранилась.
Критики считали Ционглинского одним из убеждённых последователей идей импрессионизма.
Художественное наследие Ционглинского насчитывает более тысячи работ. Последней волей Ционглинского была передача в Польшу всех его работ, и после 1922 года большая часть наследия была распределена между музеями Польши и современной Украины. Его учениками были многие знаменитые деятели русских модерна и авангарда: И. Я. Билибин, Л. А. Бруни, П. Д. Бучкин, В. А. Веснин, Пётр Германович, Е. Е. Лансере, М. В. Матюшин, П. Н. Филонов, И. Н. Шульга, Е. А. Говорова, И. С. Куликов, З. Подушко и многие другие.

## Галерея

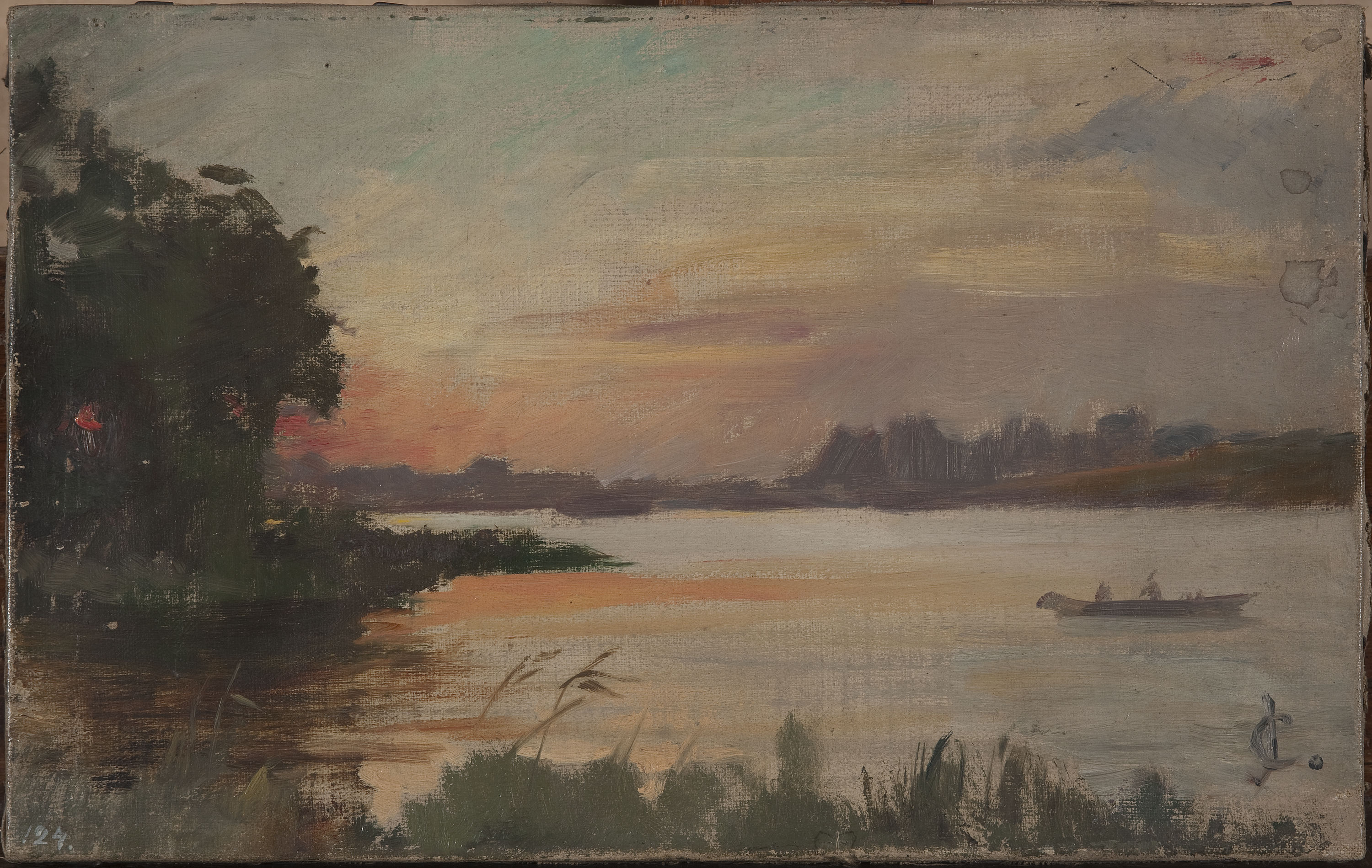
Финский пейзаж (1875)
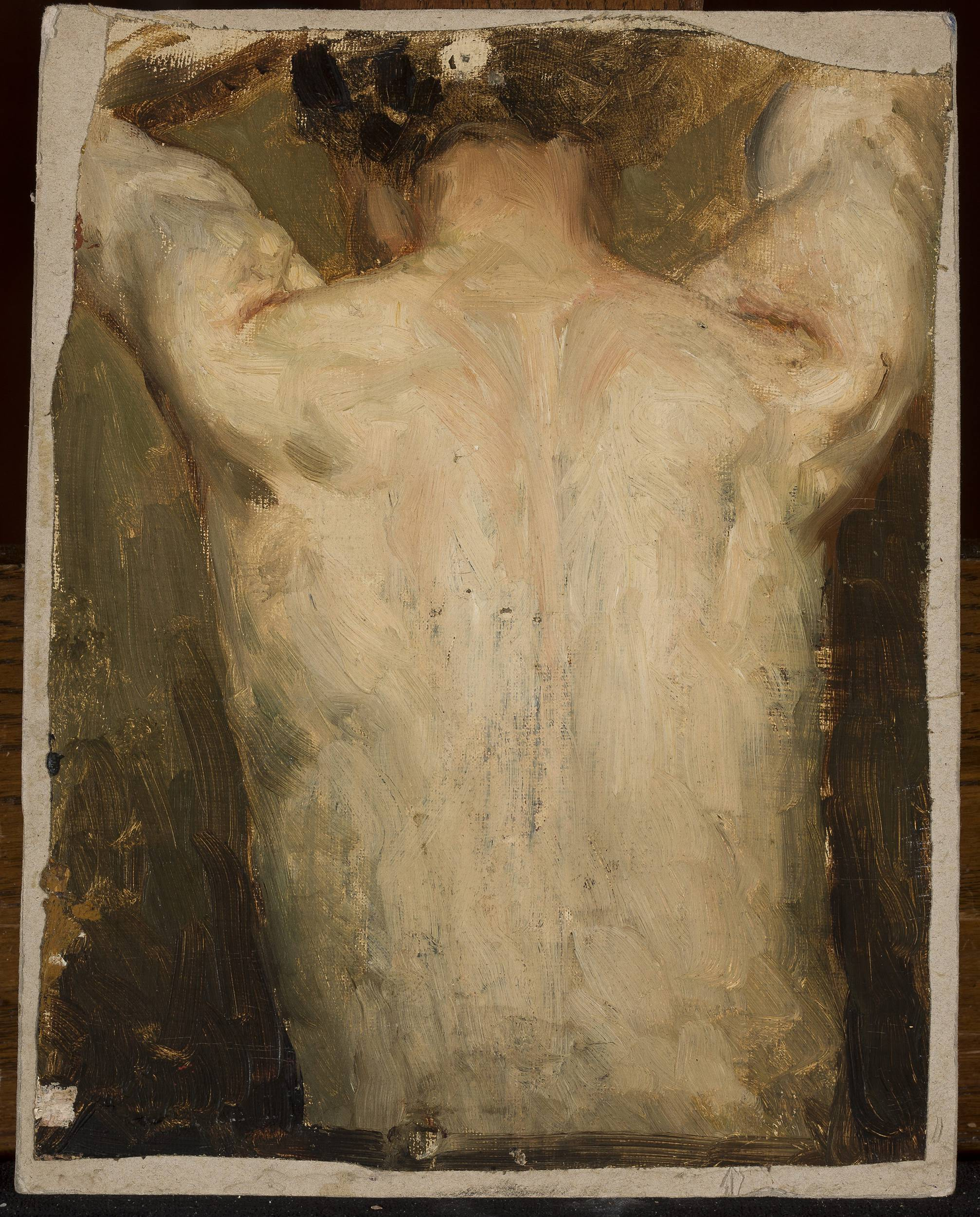
Спина натурщицы (ок. 1880)
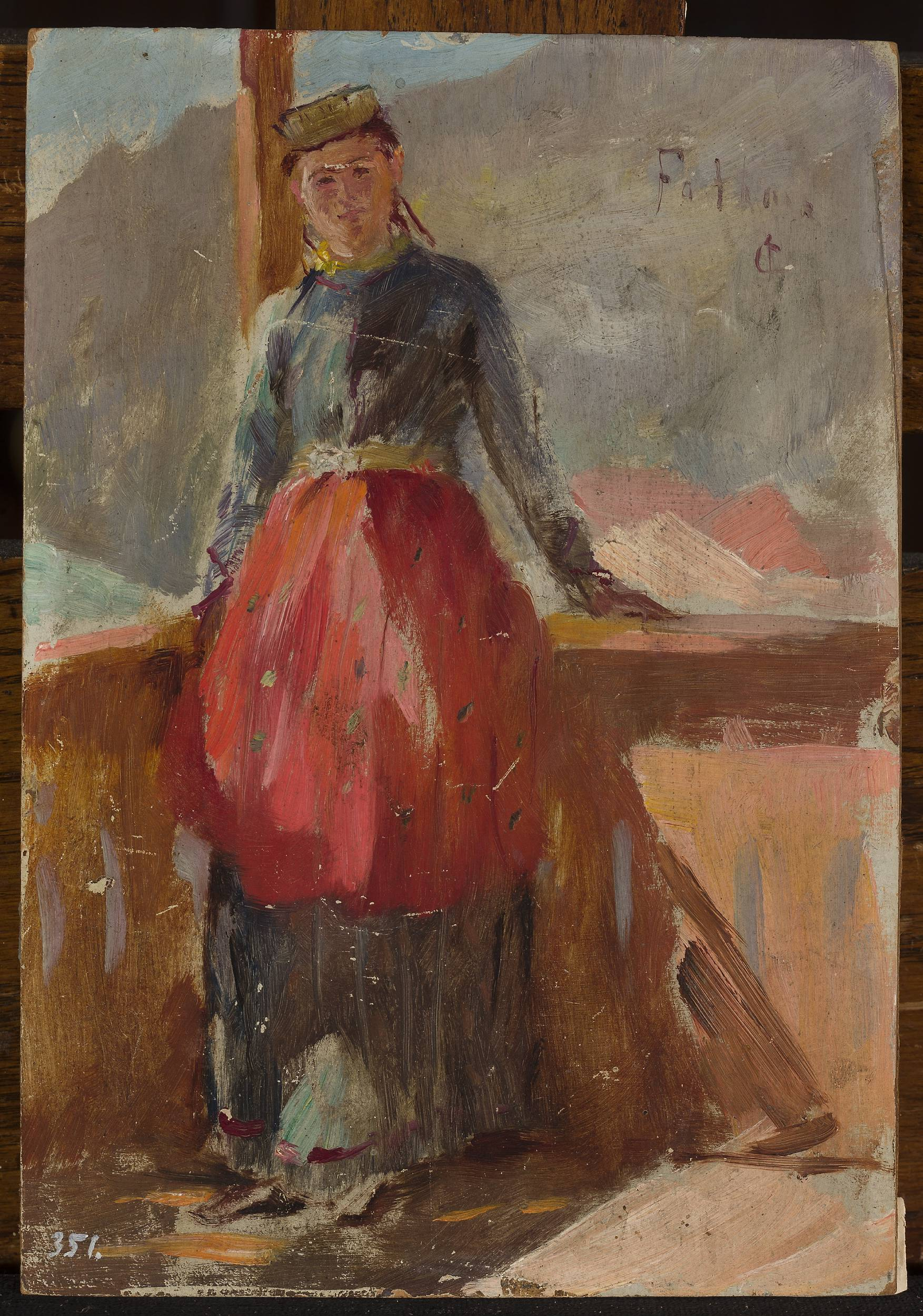
Крымская татарка (1887)
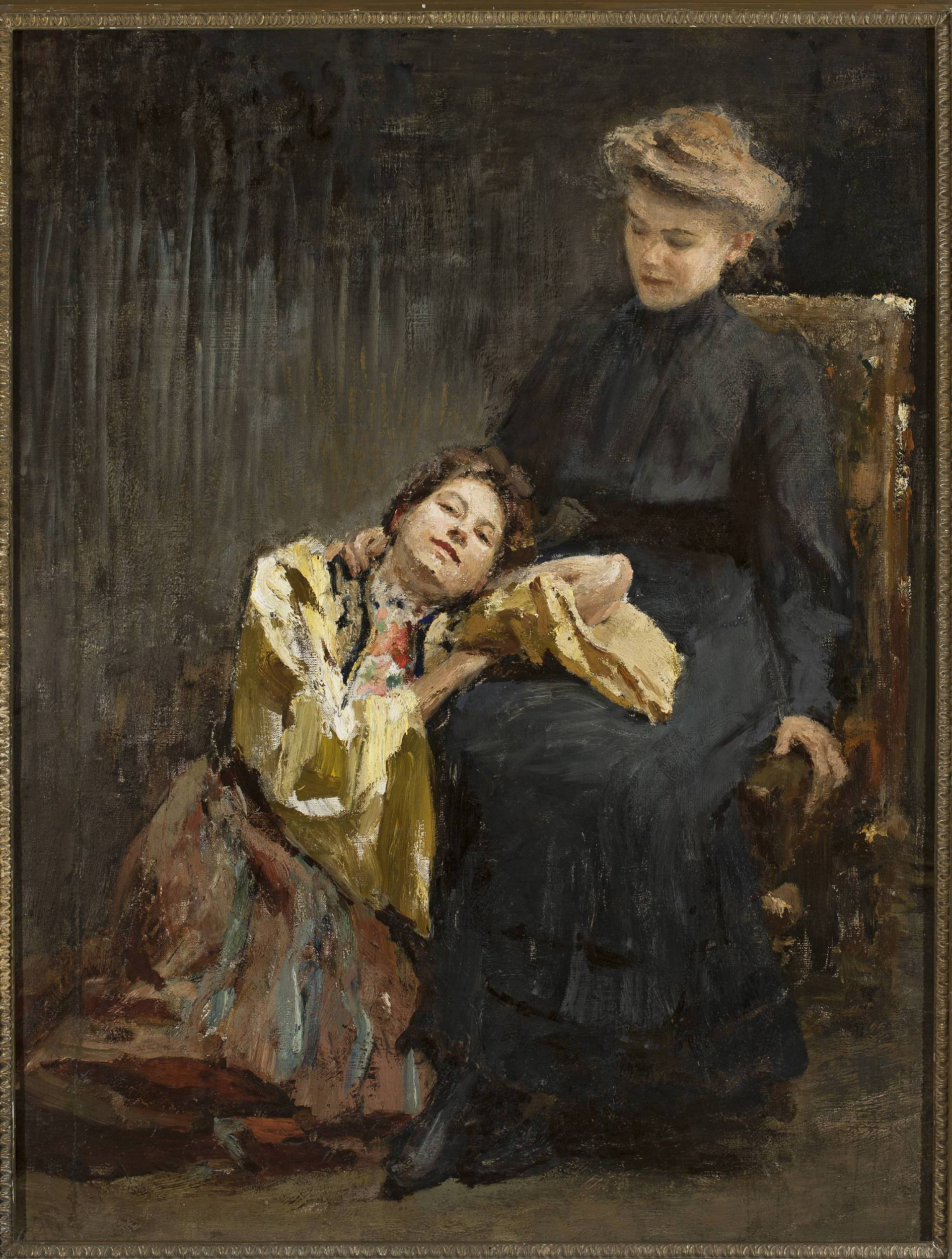
Две сестры (1906)
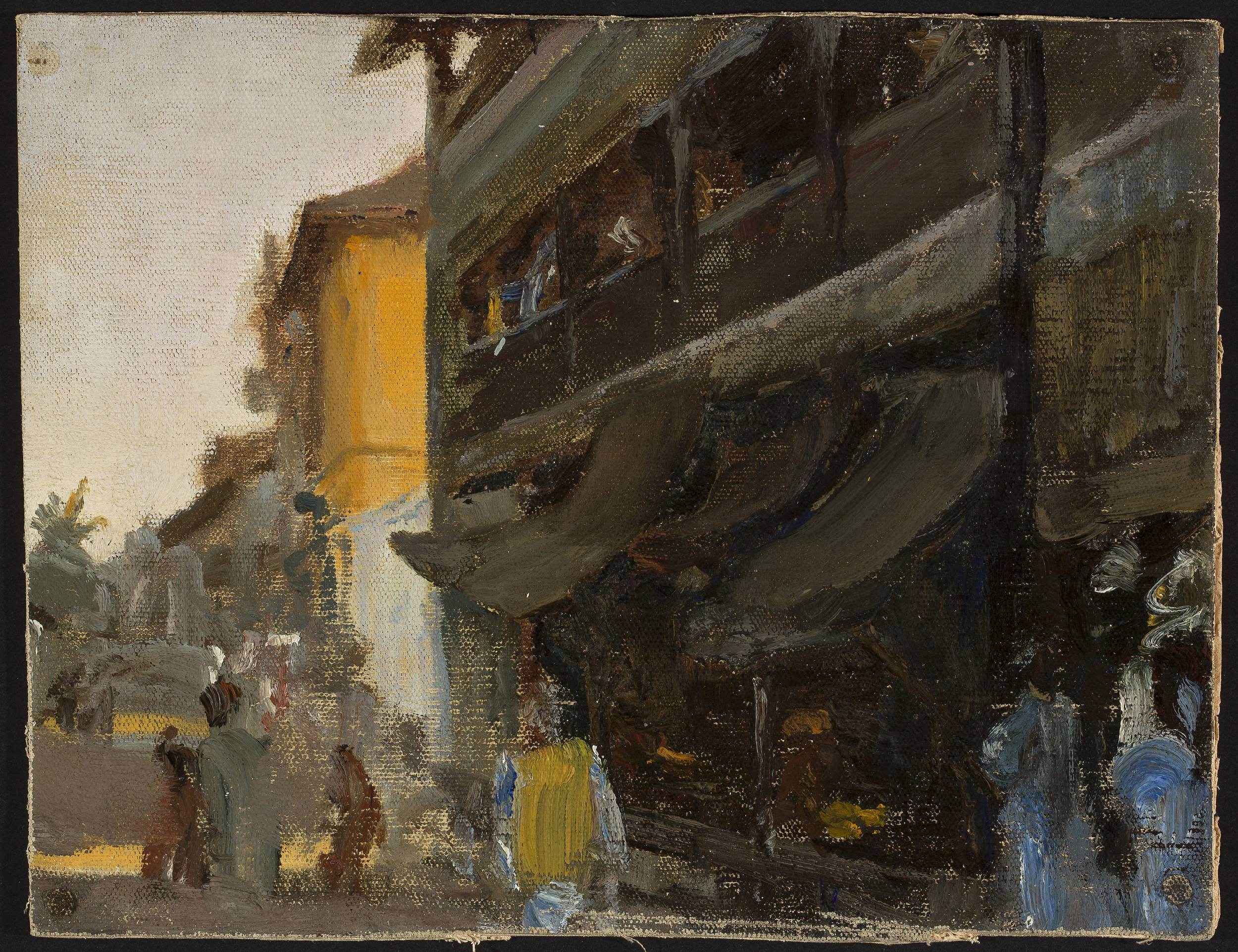
Улица в Бомбее (1907)
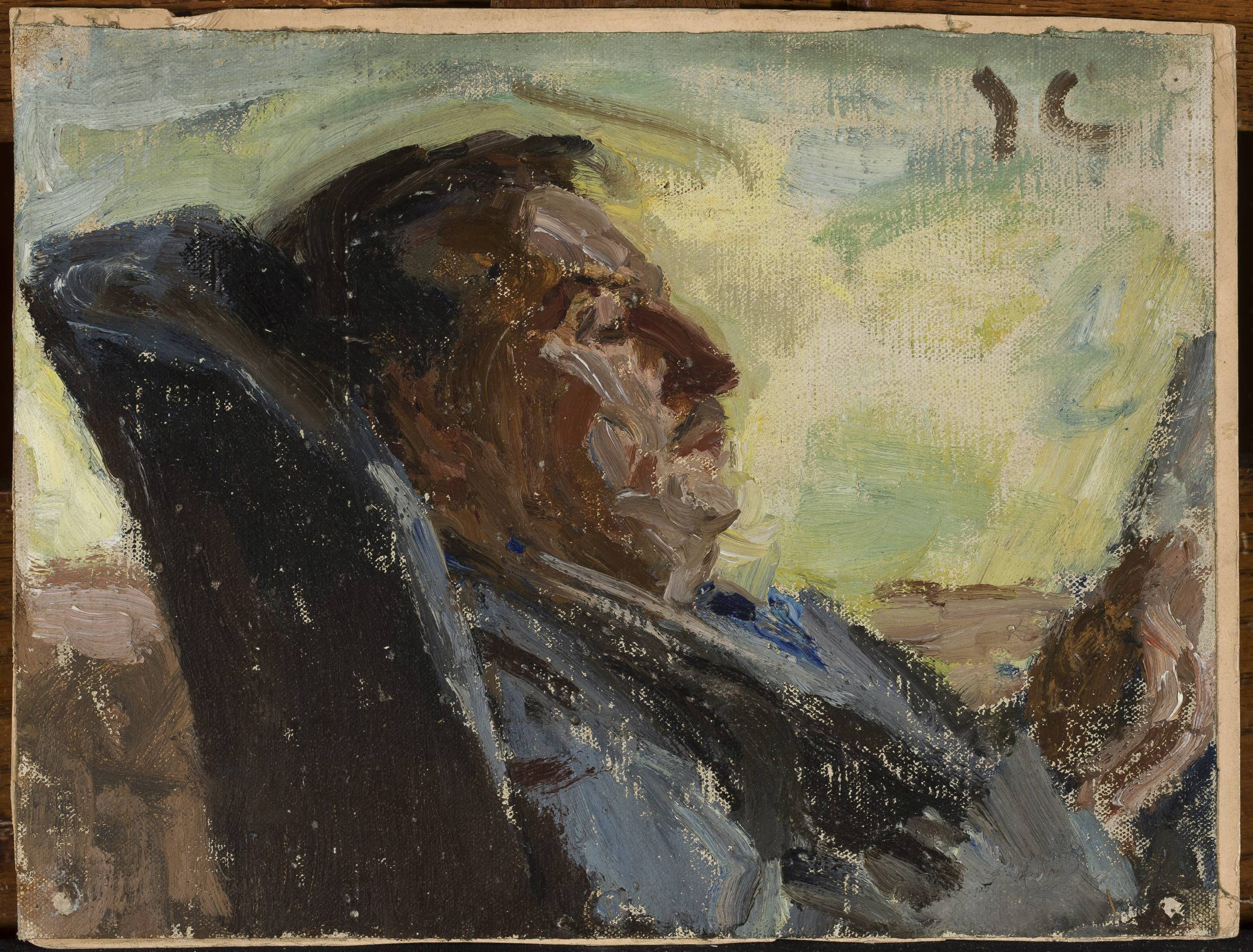
Певец Ершов (1910)
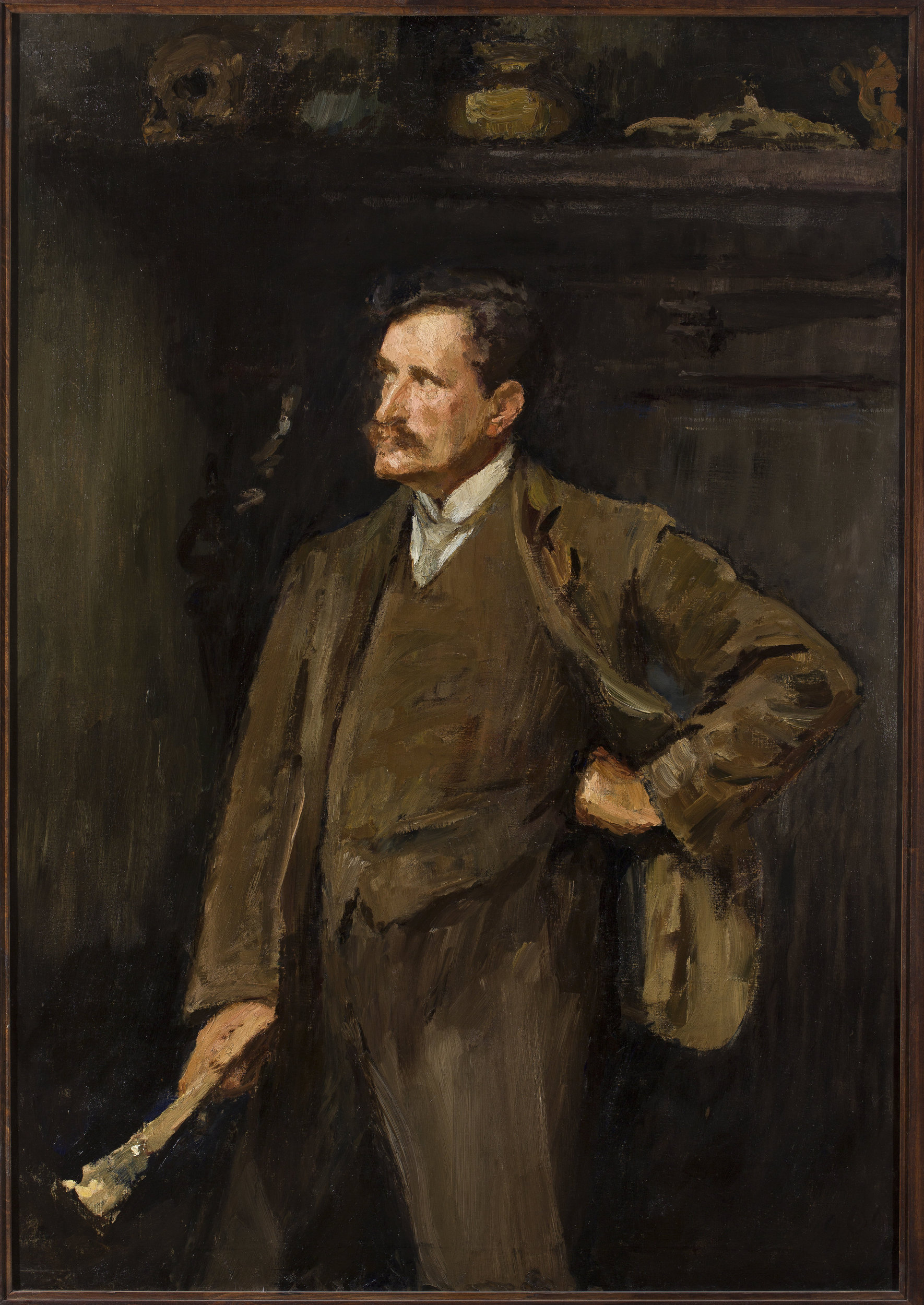
Автопортрет (1912)
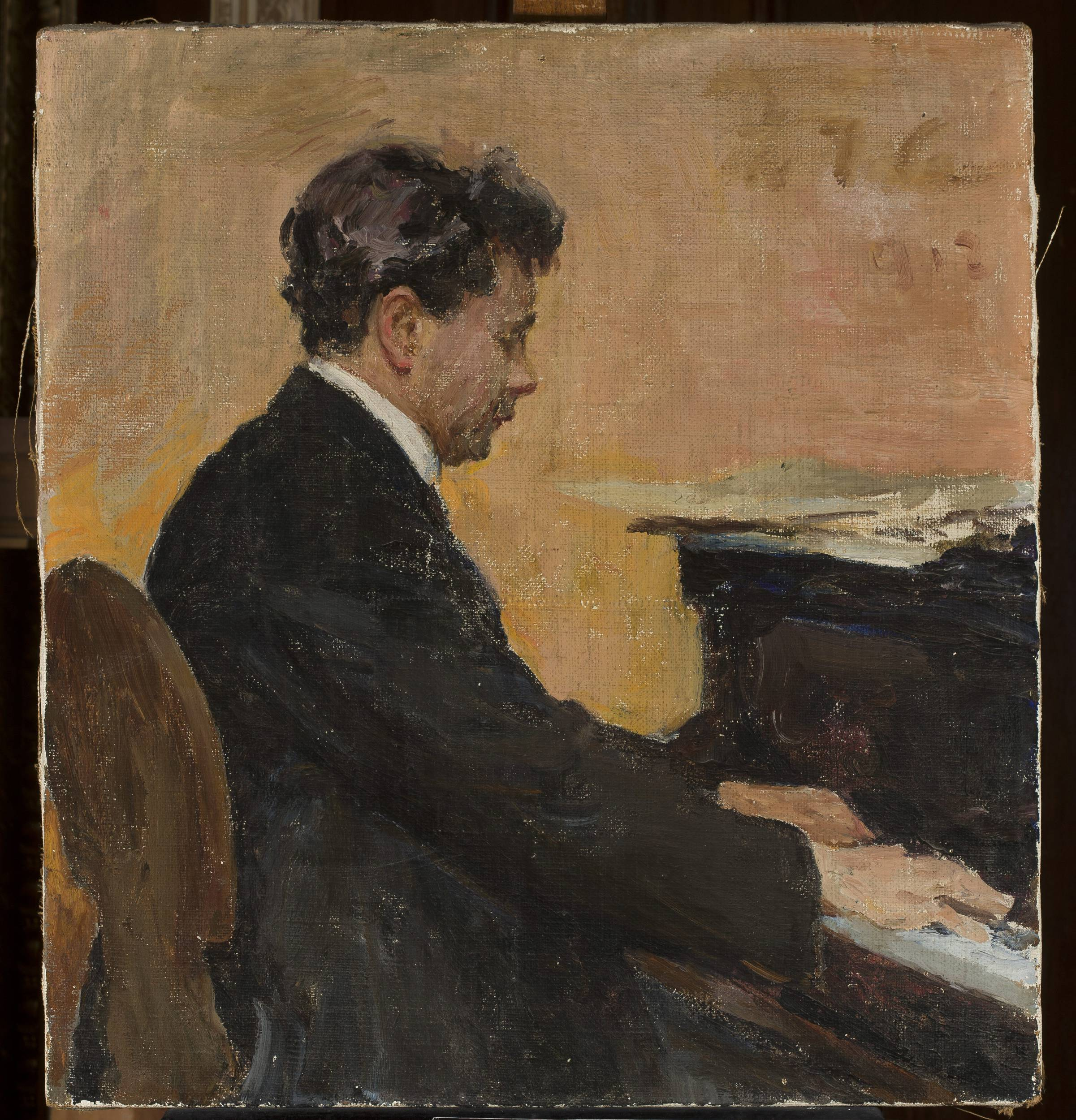
Портрет Йозефа Хофмана (1912)
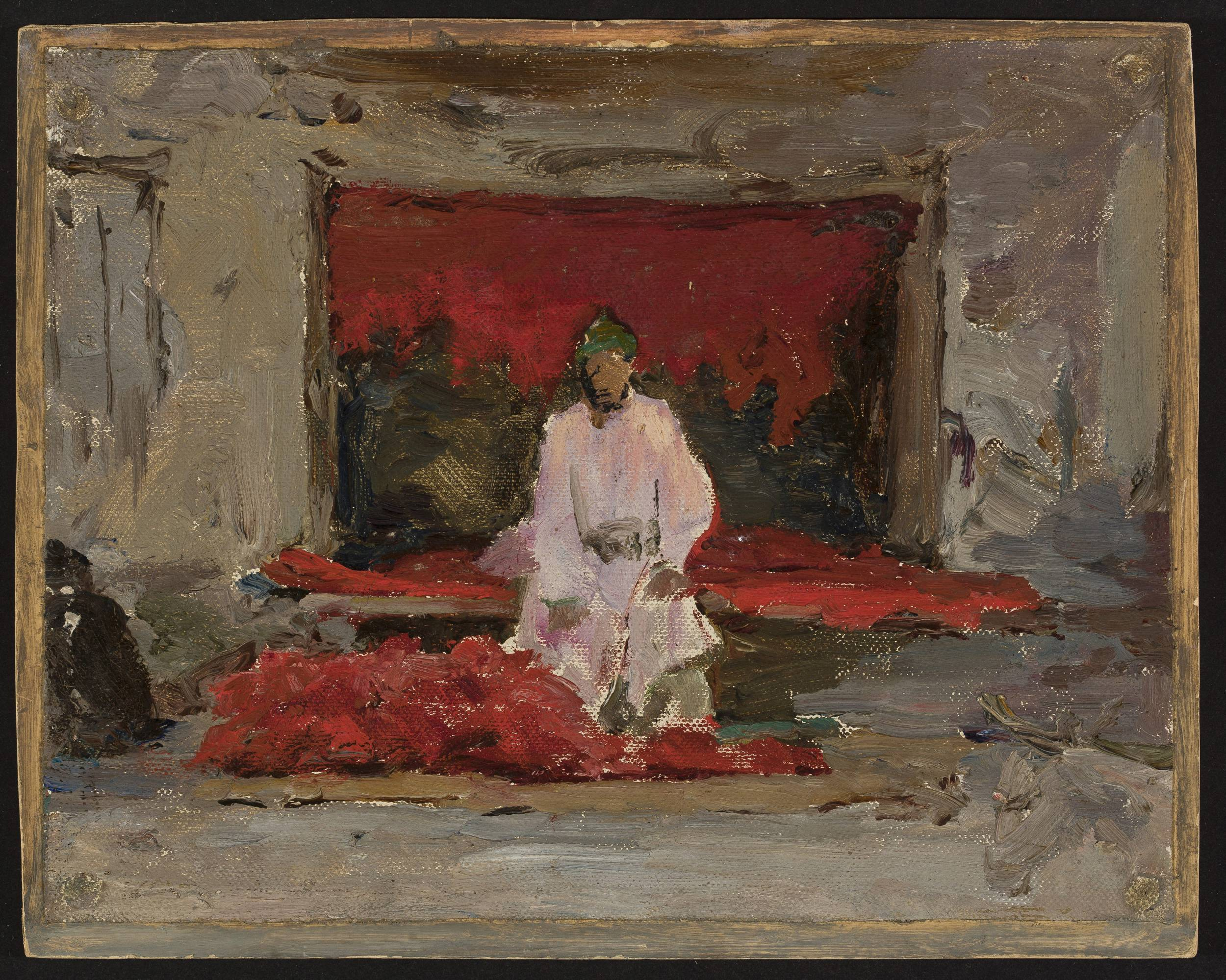
Торговец перцем (1912)
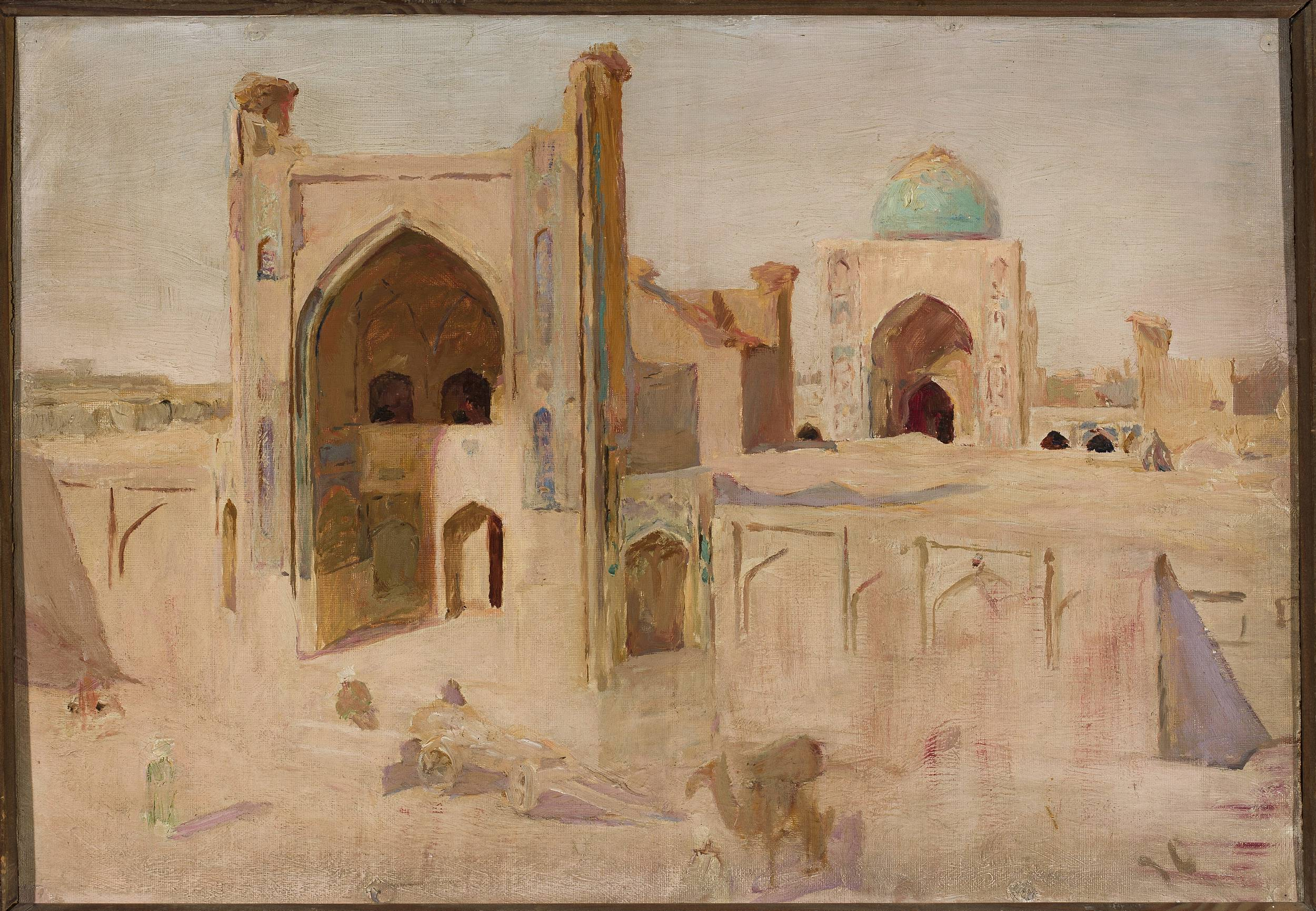
Мечеть Калан в Бухаре (1912)